# Iperostosi endostale
Per  iperostosi endostale  (detta anche sindrome di van Buchem) in campo medico, si intende un insieme di sintomi e segni clinci caratterizzata da un'eccessiva formazione di tessuto osseo. 

## Sintomatologia
La parte più interessata rimangono la mandibola e la fronte dove crescendo l'infante mostra evidenti segni di distorsione. Inoltre lo spazio del midollo diminuisce e ciò può provocare nel soggetto citopenia, mentre possono manifestarsi delle stenosi. Altri episodi riguardano sordità e nei casi più gravi cecità e paralisi.

## Esami
- Radiografia, dalla quale si evidenziano le numerosi sclerosi del corpo.

## Terapia
Il trattamento è chirurgico, attraverso la decompressione dei nervi coinvolti.

## Prognosi
Il soggetto non è a rischio di vita così come la sua aspettativa di vita.